# Andrzej Lussa

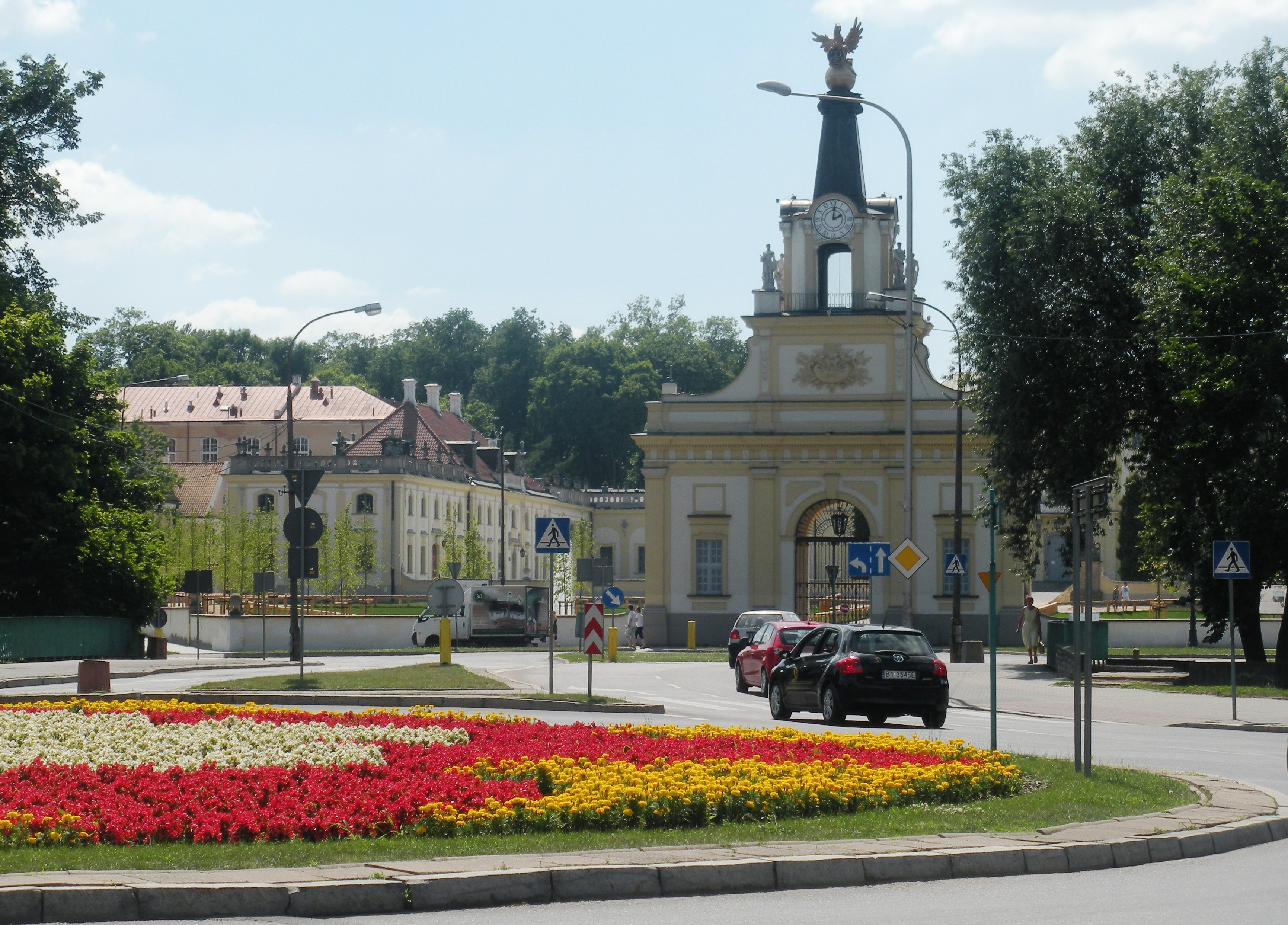
Rondo im. Andrzeja Lussy w Białymstoku

Andrzej Piotr Lussa (ur. 20 lutego 1948 w Otwocku, zm. 13 kwietnia 1995 w Białymstoku) – polski lekarz i nauczyciel akademicki, prezydent Białegostoku w latach 1994–1995.

## Życiorys
Był synem Franciszka Lussy (ps. „Grześ”), żołnierza Armii Krajowej.
Z wykształcenia i zawodu lekarz. Uzyskał stopień doktora nauk medycznych, specjalizował się w zakresie patofizjologii. Był pracownikiem naukowym Akademii Medycznej w Białymstoku. W 1980 zakładał uczelniane struktury „Solidarność”. Po 1989 organizował regionalne izby lekarskie.
Po wyborach samorządowych w 1994 rada miasta wybrała go na urząd prezydenta Białegostoku. Zmarł w trakcie sprawowania tego urzędu.
Był żonaty z Elżbietą. W 1995 pośmiertnie odznaczony Złotym Krzyżem Zasługi. Jego imieniem został nazwany plac w Białymstoku u zbiegu alei Józefa Piłsudskiego i ulicy Jana Klemensa Branickiego.